# Cubo de hielo

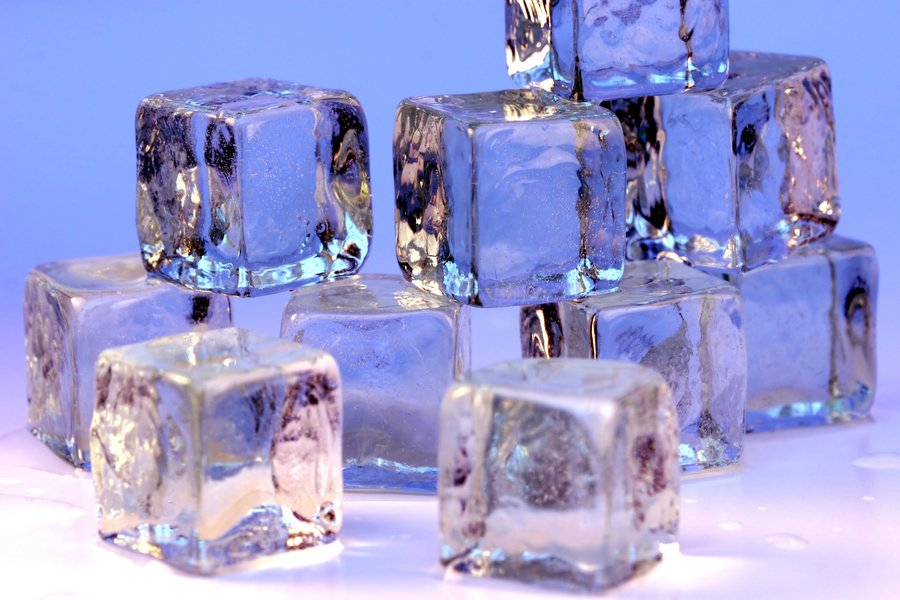
Un montón de cubos de hielo.

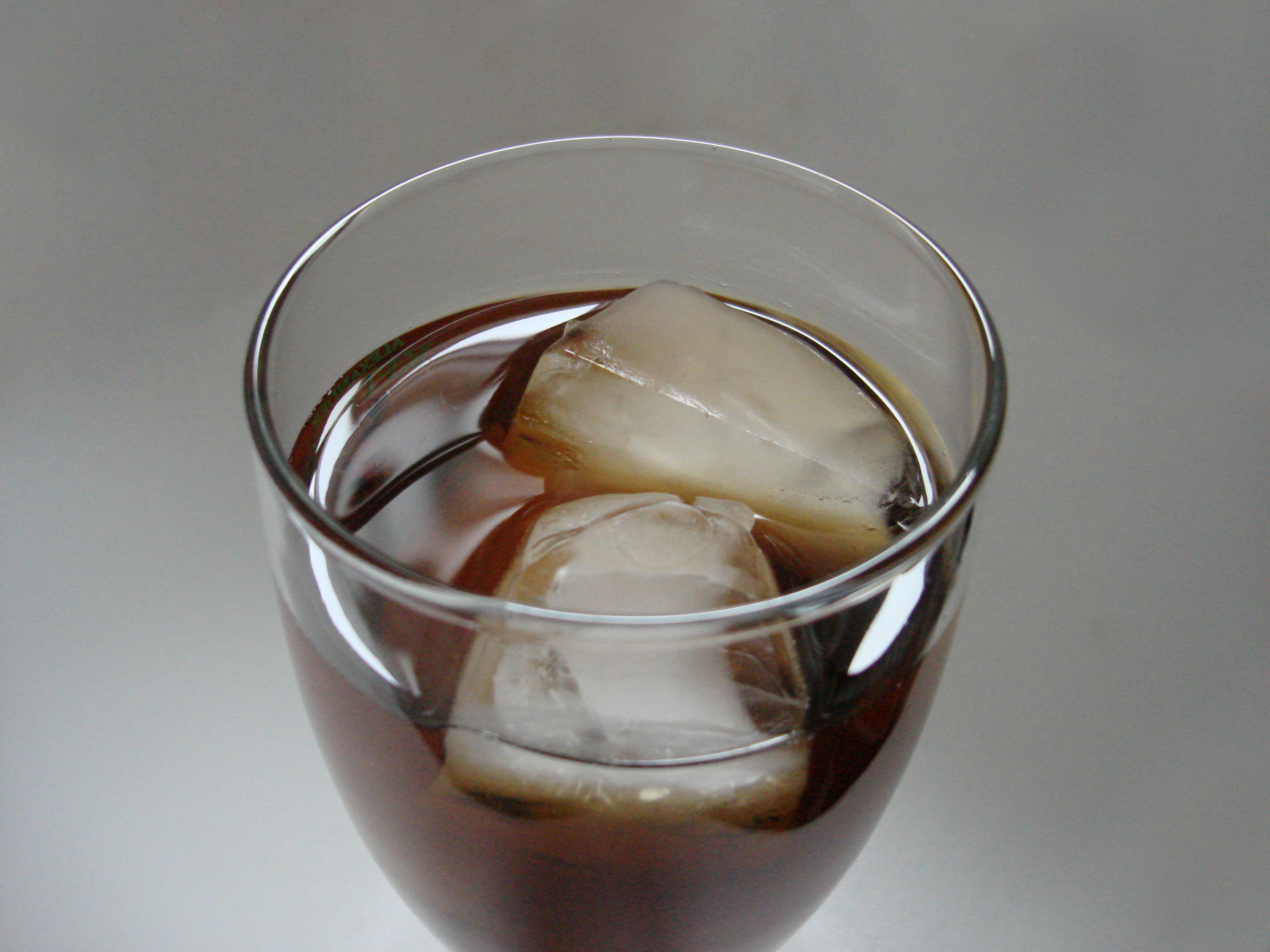
Cubitos de hielo en un vaso de té helado.

Los cubitos de hielo son trozos pequeños de hielo con forma aproximadamente de cubo, utilizado convencionalmente para enfriar bebidas. Los cubitos de hielo a menudo son preferidos antes que el hielo picado porque se derriten más lentamente.

## Características

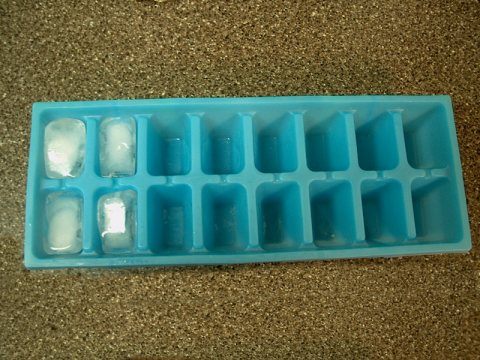
Cubitos de hielo en una bandeja.

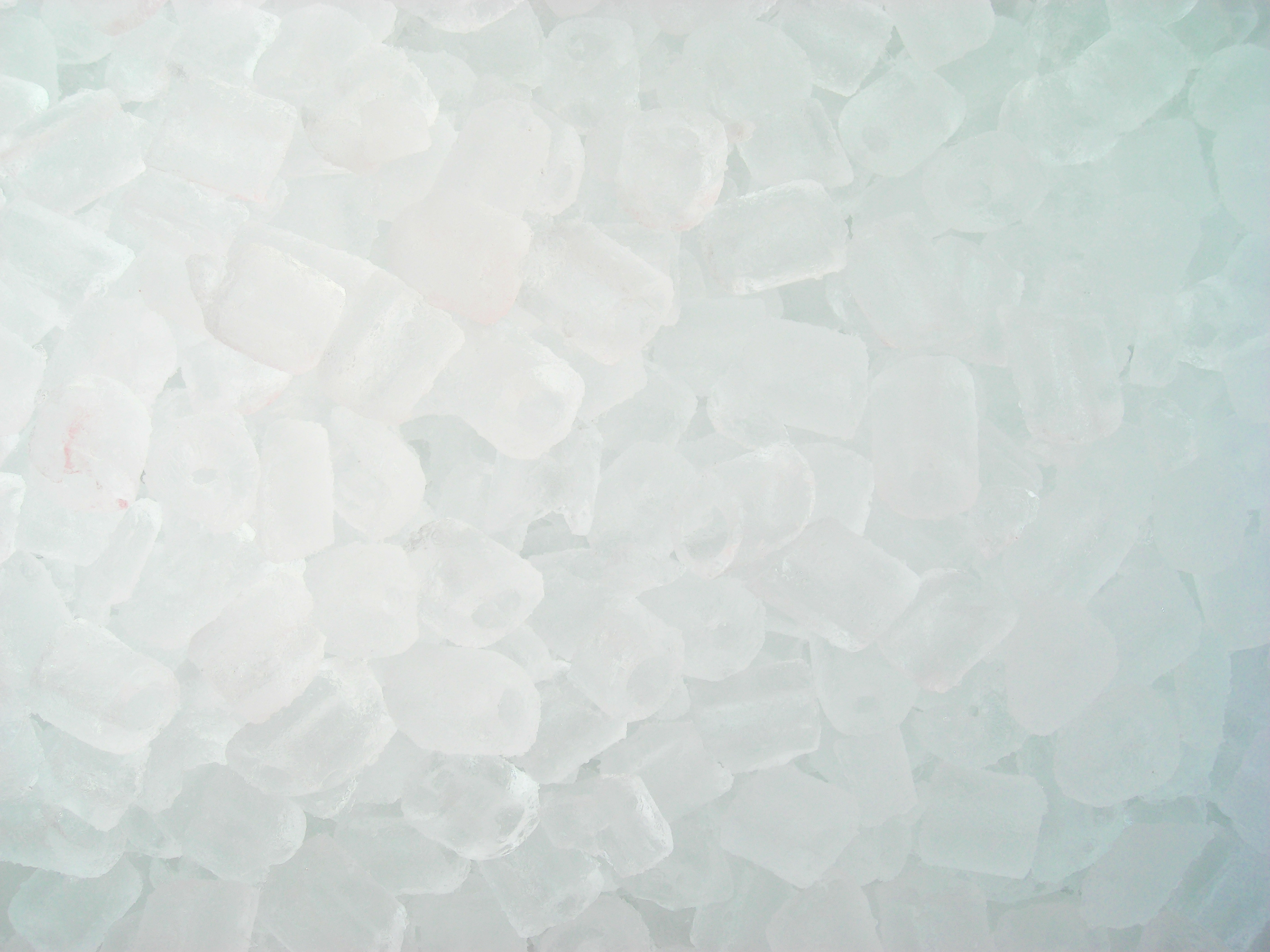
Cubitos de hielo cilíndricos huecos para enfriar bebidas.

Muchos congeladores también vienen equipados con un preparador de cubitos de hielo, que produce automáticamente cubitos de hielo y los almacena en una cubeta a partir de la cual se pueden dispensar directamente en un vaso. Los cubitos de hielo hechos automáticamente por máquinas son generalmente más largos y delgados, ya que requieren menos fuerza para retirarlos de la bandeja y reducen de este modo la posibilidad de que el cubito se quede atascado en el distribuidor.
También existen fabricantes de máquinas de hielo, para su uso en la producción de cubitos de hielo en laboratorios y otros centros de investigación. Los cubitos también son producidos comercialmente y se vende a granel, que a pesar de su nombre, suelen ser cilíndricos, y pueden tener orificios en el centro.

## Tipos de cubitos
- Los hay totalmente claros. En ese caso, se debe a que la máquina los forma en capas finas.
- Los "nublados" tienen esa apariencia grisácea debido a que el agua que forma el cubito se congela rápidamente. Cuando el agua se enfría poco a poco (o muy cerca de su punto de congelación), gases disueltos y microscópicas burbujas tienen la oportunidad de salir del agua. Sin embargo, cuando el agua se enfría rápidamente (aún más por debajo de su punto de congelación, una situación que encuentran en la mayoría de los congeladores de origen), las pequeñas burbujas son simplemente congeladas.
- Los hay de colores, realizados con colorantes alimentarios (vegetales).

## Higiene
De acuerdo a un estudio realizado por el diario Chicago Sun-Times en 2007 después de analizar unos 50 restaurantes, descubrió que más de una muestra cada 5 contenía altos niveles de bacterias, y tres de ellos contenían altas cantidades de Escherichia coli, bacteria encontrada en los intestinos y heces de los mamíferos. Por lo que su refrigeración no impide su contaminación debido a una inadecuada manipulación de los mismos.